# For sale: baby shoes, never worn
For sale: baby shoes, never worn (česky „Na prodej: Dětské boty, nikdy nenošené.“) je známa jako šestislovný příběh a extrémní tzv. flash fiction. Autorství je připisováno Ernestu Hemingwayovi, avšak podobné příběhy vznikaly již před jeho narozením, a tudíž není stoprocentně jasné, zda je autorem právě Hemingway. Domněnce napomáhá nepodložený příběh o Hemingwayově setkání a sázce s dalšími spisovateli v jedné restauraci o deset dolarů, že dokáže napsat povídku jen o šesti slovech. Prý ji měl napsat na ubrousek, obeslat s ním stůl a inkasovat výhru.

Tímto příběhem započaly snahy o vyprávěcí koncept s absolutním minimem slov, jež byly roku 2008 vydány ve sbírkové monografii nakladatelstvím Smith Magazine a které se na police současné literatury stávají stále populárnější.

## Historie vzniku
16. května 1910 vyšel v americkém periodiku Spokane Press článek s titulem Tragedy of Baby's Death is Revealed in Sale of Clothes (česky „Tragédie smrti dítěte byla odhalena při prodeji jeho oblečení“). V této době by bylo Hemingwayovi pouhých deset let.
Roku 1917 zveřejnil William R. Kane článek s názvem The Editor, v němž nastínil téma truchlící matky, jíž zemřelo dítě, a navrhoval k němu připojil podtitul Little Shoes, Never Worn. V jeho verzi příběhu nebyly dětské botičky prodány, ale darovány. Kanovým návrh bylo také změnit skutečnost daru na prodej; podle něj by pro prodávajícího bylo útěchou, že z bot bude profitovat jiné dítě.
V roce 1921 byl příběh parodován v časopise Judge, v jehož červencovém vydání se objevila verze, ve které se stal záměrem prodeje stal místo bot dětský kočárek. Autor popisuje navázání kontaktu prodejce s nákupčím a dodává vysvětlení, že se prodávajícímu narodila dvojčata, a proto jednomístný kočárek parametrově nestačí.
První známé spojení s osobností Ernesta Hemingwaye pochází z roku 1991, tedy 30 let po smrti spisovatele. Toto přisouzení je zmíněno v knize Get Published! Get Produced!: A Literary Agent's Tips on How to Sell Your Writing, vydané nakladatelstvím S.P.I. Books. Tato informace byla následujícího roku potvrzena dopisem Arthura C. Clarka, ve kterém zopakoval historku o Hemingwayově sázce v restauraci.